# (35562) 1998 GL1
1998 جي أل 1 (ويعرف أيضًا باسم (35562) 1998 جي أل 1 وفق تسمية الكوكب الصغير) (بالإنجليزية: 1998 GL1)‏ هو كويكب ضمن حزام الكويكبات؛ وترتيبه 35562 من حيث الاكتشاف.
اكتُشف هذا الجُرم الفلكي بواسطة Frank B. Zoltowski ‏ في 5 أبريل 1998.

## وصلات خارجية
- (35562) 1998 GL1 في قاعدة بيانات مختبر الدفع النفاث لأجرام النظام الشمسي الصغيرة

- الاكتشاف · مخطط المدار ·  العناصر المدارية · المعلمات المادية

- (35562) 1998 GL1 على موقع ويكي سكاي: DSS2, SDSS, GALEX, IRAS, Hydrogen α, X-Ray, Astrophoto, Sky Map, Articles and images